# Duck Sauce
Duck Sauce é uma dupla de DJ's composta pelo norte-americano Armand Van Helden e pelo canadense A-Trak. A dupla é patrocinado pela editora Fool's Gold Records.

## História
O objectivo da dupla é produzir faixas de música Disco e House que sejam apelativas aos DJ's. 
As suas primeiras faixas são "aNYway" e "You're Nasty". O seu EP, Greatest Hits, foi lançado em Setembro de 2009. A faixa "aNYway" surge com as letras "NY" em maiúsculas por forma a simbolizar as suas origens de Nova Iorque.
No verão de 2010, os Duck Sauce lançaram a faixa intitulada "Barbra Streisand", em homenagem à cantora/atriz Barbra Streisand. A faixa consiste numa forte referência à música de 1979 "El Lute/Gotta Go Home" dos Boney M, que por sua vez ela própria é baseada na música original "Hallo Bimmelbahn" dos germânicos Nighttrain. O famoso gancho é da autoria de Heinz Huth. "Barbra Streisand" foi apresentada a público pela primeira vez em Miami no "Winter Music Conference 2010", e rapidamente conquistou o forte reconhecimento e apoio dos DJ's e estações de rádio no Reino Unido e Irlanda, Alemanha, Noruega, Austria, Polónia, França, Finlândia, Roménia, Austrália, Nova Zelândia, África do Sul e Sri Lanka. Na Austrália, a faixa "Barbra Streisand" foi ouvida pela primeira vez na estação de rádio Triple J. Enquanto que na Nova Zelândia estreou-se na estação de rádio dos estudantes de Auckland 95bFM. A música passou desde então por várias estações de rádio comerciais, aumentando assim a sua popularidade. No Reino Unido chegou a alcançar a terceira posição. Alcançou o primeiro lugar na tabela australiana ARIA Club a 12 de Setembro de 2010. Na semana terminada a 18 de Dezembro de 2010 a revista Billboard colocou a faixa na primeira posição da tabela de músicas Dance/Club. 
 A 26 de Abril de 2011, a música pode ser ouvida no décimo-oitavo episódio da segunda temporada da série televisiva americana Glee. E também no anúncio da água vitamínica Revive. O videoclipe oficial da música "Barbra Streisand" conta já com mais de 71 milhões de visualizações.

## Discografia

### EP's
| Ano  | Álbum                                                                                                |
| ---- | --- |
| 2010 | Greatest Hits - Lançamento: 25 de Junho de 2010 - Editora: Fool's Gold Records - Formatos: Vinil 12" |

### Singles
| 2009                                                                                 | "aNYway"           | —  | —  | — | 38 | — | 49 | —  | 22 | Greatest Hits |
| 2010                                                                                 | "Barbra Streisand" | 89 | 9  | 1 | 3  | 2 | 1  | 11 | 3  |               |
| 2011                                                                                 | "Big Bad Wolf"     | —  | 71 | — | —  | — | —  | —  | 79 |               |
| "—" denota lançamentos que não contemplam nenhuma tabela ou que não ocorrem no país. |                    |    |    |   |    |   |    |    |    |               |